# Stephen Joyce
Stephen James Joyce (16 de febrero de 1932 – 23 de enero de 2020) fue nieto del escritor irlandés James Joyce y el controvertido albacea de sus bienes. Nació en Francia, sus padres fueron, Giorgio, el hijo del escritor, y Helen Joyce. Stephen asistió a la Universidad de Harvard y se graduó en 1958. En Harvard compartió habitación con Paul Matisse, nieto del pintor impresionista francés Henri Matisse, y con Sadruddin Aga Khan, descendiente directo del profeta Mahoma. Posteriormente trabajó para la Organización para la Cooperación y el Desarrollo Económico en asuntos relacionados con África. Se retiró de la OCDE en 1991 para centrarse en el manejo de los bienes de su abuelo. 
Junto con su esposa Solange Raythchine Joyce vivió en Francia, principalmente en la Isla de Ré, y no tuvo hijos. Stephen fue el último descendiente vivo de James Joyce. En forma conjunta con Sean Sweeney fue administrador del patrimonio del escritor y tomó un papel activo en todos los asuntos legales vinculados con las obras de su abuelo. En su intento por defender la obra de Joyce, inició numerosos pleitos y amenazas de acciones legales contra académicos, biógrafos y artistas que intentaron hacer uso de la obra literaria o la correspondencia personal del escritor. 
Declaró que su prioridad es «defender la letra, el espíritu y la integridad de la obra de James Joyce [...] y la defensa de la privacidad de la familia». De hecho, la defensa de la privacidad familiar es una de las causas por las que ambos administradores se muestren reticentes a permitir citas provenientes de la correspondencia privada del escritor, en especial de aquellas cartas no publicadas. Como cuando demandó a Brenda Maddox, creadora de Nora, una biografía de la esposa de Joyce, por incluir en su libro que Lucía, la hija del autor que padecía de esquizofrenia, pasó gran parte de su vida en un hospital psiquiátrico. Sin embargo, los administradores han establecido cuotas para el uso de la obra que van desde 0,25 dólares americanos por palabra citada.
Cuando los derechos de autor sobre el trabajo publicado de James Joyce expiraron en la mayoría de las jurisdicciones en 2012, las actividades de Stephen Joyce se redujeron mucho, aunque continuó ejerciendo un papel activo en el funcionamiento de la finca casi hasta el final.
Stephen Joyce murió a los 87 años, dos años después de su esposa, Solange Raytchine.